# Jonas Weyland
Jonas (John) Albert Weyland, född 1864 i Fornåsa socken i Östergötland, död 1925, var en svensk ingenjör och konstruktör.
Åren 1882-1885 genomgick han Tekniska elementarskolan  (Ebersteinska gymnasiet) i Norrköping. Grunden till Ebersteinska gymnasiet var Ebersteinska Söndags och Aftonskolan, som grundades 1825. 1857 stiftades sedermera "Norrköpings Tekniska Elementarskola".

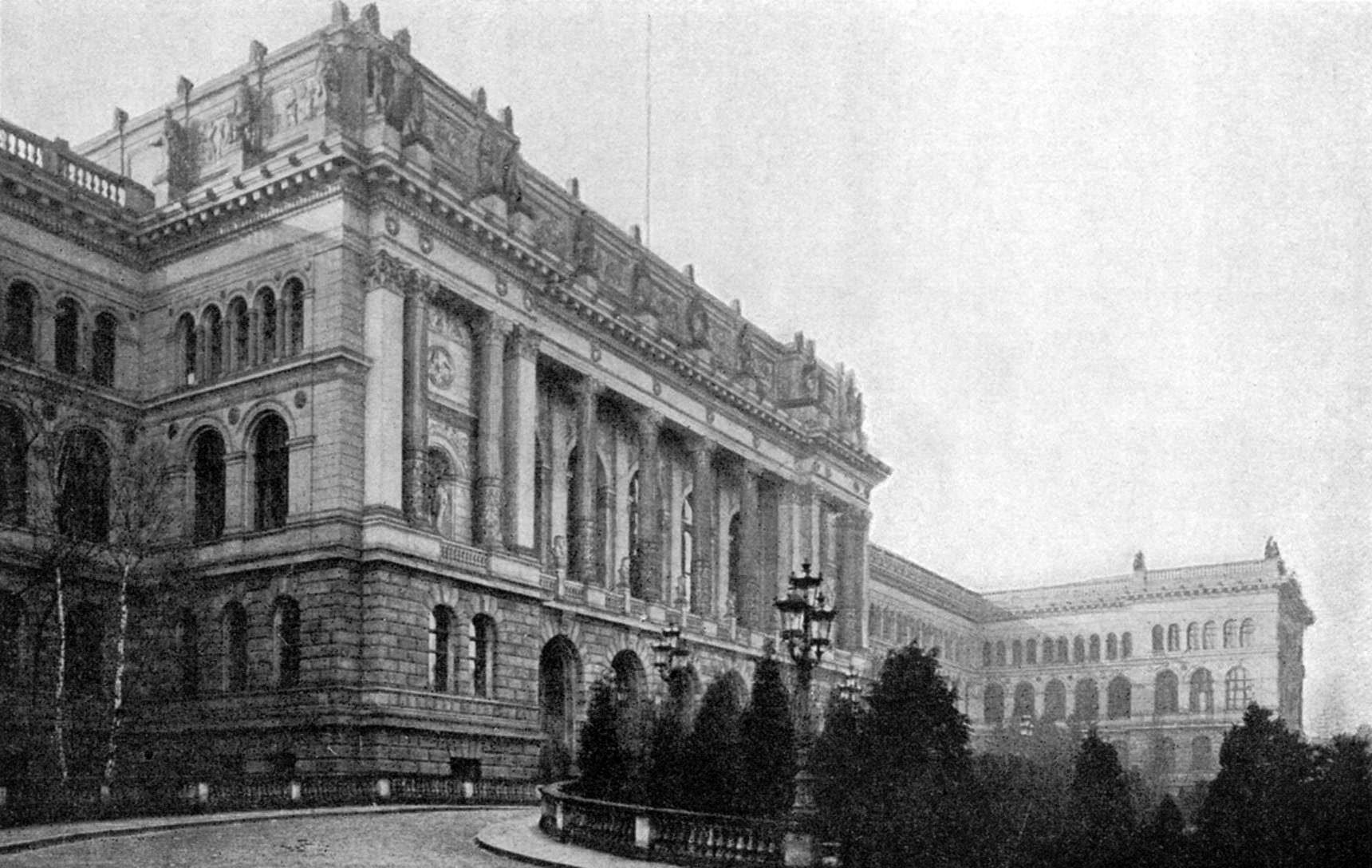
Technische Universität Berlin, Tekniska högskolan i Berlin-Charlottenburg, foto från 1895.

Efter praktik i svenska och tyska verkstäder studerade Weyland åren 1887-1889 vid Tekniska högskolan (Technische Universität Berlin i Charlottenburg i Berlin Tyskland. 1879 skapades Technische Hochschule Charlottenburg (Königliche Technische Hochschule), som ligger i stadsdelen Charlottenburg-Wilmersdorf, genom att Gewerbeakademie, "slöjdakademin" slogs samman med Bauakademie, "byggnadsakademin". När Weyland sedan återkom till Sverige ägnade han sig i huvudsak åt konstruktioner av fotogenmotorer, det vill säga en motor som drivs med fotogen.

## Bolinders byggde Sveriges första förbränningsmotor
År 1893 byggde Bolinders sin första motor med lintern förbränning ett par år efter Force-motorn från Davy Robertsons Motorverkstad i Göteborg. Motorn konstruerades av Jonas Weyland, men var inte så framgångsrik. Det var en encylindring entakts fotogenmotor. Året därefter, 1894, dog Carl Gerhard Bolinder och fem år senare, 1899, avled även Jean Bolinder. Men företaget fortsatte sin nya inslagna bana och den första motorn ersattes 1902 med en tvåtakts tändkulemotor, som konstruerats av Erik Anton Rundlöf. Den påbörjade motorepoken blev en spännande och framgångsrik nytändning för företaget, som från 1873 hette J. och C.G. Bolinders Mekaniska Verkstads AB. Tio år före Jonas Weylands konstruktion av den första förbränningsmotorn år 1883, hade företaget fått världsrykte, då man deltog i konstruktionen av världens första ubåt, som kunde avfyra en torped under vattnet. Ubåten var nitton meter lång och rymde tre personer. Den hade inget periskop. Man använde stearinljus för att kontrollera syret, och de var också den enda ljuskällan.

## Historik om Bolinders motor med intern förbränning
Bolinders hade grundats 1844 av bröderna Jean Bolinder och Carl Gerhard Bolinder, företagets namn var J. & C.G. Bolinders Mekaniska Verkstads AB och låg på Kungsholmen i Stockholm. Under de första årtiondena var produktionen inriktad på ångmaskiner, träbearbetningsutrustning och råoljemotorer, eller som den också kallas tändkulemotorn, för båtar och sågverk. Träbearbetningsmaskinerna var maskiner för att bearbeta trä såsom bandsågar, borr och stämmaskiner, slipmaskiner, fräsmaskiner, fanermaskiner, cirkelsågar och hyvelmaskiner. Man producerade också olika sorters gjutna produkter som till exempel vedspisar, kaminer och köksutrustning som stekpannor, grytor, våffeljärn och köttkvarnar. 1906 ansåg man att lokalerna på Kungsholmen i Stockholm hade blivit för små så man köpte Kallhälls gård då den låg vid järnvägen mot Västerås och man kunde också använda sjövägen via Mälaren in till Stockholm. 1909 började produktionen i Kallhäll. Man tillverkade då spisar och köttkvarnar samt gjutgods som transporterades sjövägen till fabriken på Kungsholmen. 1913 byggde Bolinders sin första traktor. Den drevs av en tvåcylindrig tvåtakts råoljemotor på 30 hästkrafter.

## Förbränningsmotorn i Sverige, alternativ kraftkälla till ångmaskinen
J & CG Bolinders ville skaffa en alternativ kraftkälla till ångmaskinen, nämligen förbränningsmotorn. Förbränningsmotorn började komma i bruk utomlands här och var och för Sveriges del började det hela år 1890, det var tidigt, även internationellt sett.

## Fyrtaktsmotorn i Tyskland
Den tyske uppfinnaren Nicolaus Otto hade redan 1877 fastslagit och patenterat principen för fyrtaktsmotorn i Tyskland. Det var den princip som ännu idag används i motorerna för personbilar. År 1883 uppfann den tyske ingenjören och konstruktören Gottlieb Daimler den förgasare, som gjorde den så kallade Otto-motorn brukbar. Nicolaus Otto blev mest känd som upphovsman till den första motorn med intern förbränning i en cylinder med kolv, den så kallade Otto-motorn, som fortfarande är den dominerande motorn i världen. Upphovsrätten har under senare år tillskrivits andra uppfinnare. En annan tysk ingenjör, konstruktör och industriman, Gottlieb Daimler, uppfann den förgasare, som gjorde Otto-motorn brukbar. 1869 hade Daimler övertagit ledningen för en verkstad i Karlsruhe och tre år senare flyttade han till motortillverkaren Deutz och där övertog han ledningen efter Nikolaus Otto, konstruktören av Ottomotorn, den är vad vi i dagligt tal kallar bensinmotorn. Året efter att Daimler hade uppfunnit Ottomotorn, 1884, gjorde ytterligare en annan tysk, ingenjören och biltillverkaren Carl Benz, banbrytande utvecklingsinsatser på tvåtaktsmotorn, nämligen principen med vevhusspolning. Hans bilfabrik Benz & Cie. slogs år 1926 samman med Gottlieb Daimlers till Daimler-Benz AG och hans bilmärke blev då Mercedes-Benz.
Maskinmästaren vid Linköpings vattenverk, ingenjör Gyllenhammar, lyckades 1891 i Sverige som hobbyarbete färdigställa en liten fyrtakts fotogenmotor. Bolinders var en av tillverkarna av tändkulemotorer i Sverige. Året därefter fick Rudolf Diesel patent på sin motor, som skulle kunna köras utan tändstift. För att en tändning skulle äga rum skulle enbart kompressionen i cylindern åstadkomma tillräckligt hög värme.
Omkring 1893 anställde Bolinders Jonas Weyland för att skapa en motorkonstruktion som skulle kunna ta upp konkurrensen dels med de tyska förbränningsmotorerna, dels med elmotorn. Mot ångmaskinen började elmotorn bli ett allvarligt hot mot ångmaskinen. Fördelen med de nya motortyperna jämfört med ångmaskinen var att de hade låg vikt. Den låga vikten var väsentlig i mobila installationer.

## Weylands fyrtakts fotogenmotor
Jonas Weylands konstruktion blev klar 1893 och gick i serieproduktion året efter. Det var en fyrtakts fotogenmotor med en liggande cylinder. Bolinders byggde sin och Sveriges första motor med intern förbränning. Försäljningen ökade år från år och kulminerade 1899 då 122 motorer levererades. Motorn, som hade designades av Jonas Weyland var inte så framgångsrik. Weylands motor var ganska komplicerad och led av en del konstruktionsbrister.

## Rundlöfs tvåtakts råoljemotor
Bolinders köpte 1902 in rätten till en annan tändkulemotor, som Erik Anton Rundlöf konstruerat. Bolinders tog in honom som konsult och 1897 hade man en tvåtakts råoljemotor som blev en väldig framgång. På 1920-talet hade man en världsandel av 80% av alla fiskebåtar tack vare motorernas pålitlighet, låga bränsleförbrukning och långa livslängd.

## Weylands- och Rundlöfsmotorerna
År 1903 levererades lika många Weylands- som Rundlöfsmotorer, men sedan gick det snabbt utför med Weylandsmotorn. Den sista av denna typ levererades 1907. Samma år levererades 410 av Rundlöfs typ. Från början gjordes mest motorer för stationärt bruk, men det var sedan motorn börjat installeras i båtar som det stora uppsvinget kom. Tändkulemotorn lämpade sig särskilt väl i mindre och medelstora fiskebåtar. Många av båtmotorerna kom från Bolinders verkstäder på Kungsholmen och det var ett typiskt dunk-dunk-dunkande från skärgårdens flotta av lastskutor och fiskeskutor ända in i modern tid. Till stora fartyg levererades även motorer med ansenlig motoreffekt, inte bara småmotorer tillverkades.

## Patent
- År 1897 fick Jonas Weyland patent på en encylindrirg fyrtakts tändkulemotor med glödtändning. Den hade en liggande vattenkyld cylinder på stativ med öppet vevparti och två svänghjul och en fotogentank av gjutgods som var monterad på maskinens cylinderdel. Den hade en fast monterad fotogenbrännare för att värma upp ett glödrör av porslin, genom cylinderblocket. Avgaserna höll bränsleblandningen uppvärmd när motorn startas. Reglagehandtag för fotogen och luft reglerade varvantalet. Varvantalet, om motorn ville rusa, reglerades genom en frislagsregulator. Insug och utblåsventilerna drevs från en axel genom kuggdrev från vevaxeln. Två kammar påverkade ventilerna. På vevaxeln satt ett kugghjul där kraften togs ut för att driva till exempel en pump. 2 hk vid 300 varv/minut. Fotogenförbrukning 0.25 gram per hästkraft och timme. Verkningsgraden var cirka 25%.[6]

- US Patent, Jonas Weyland. "Adjustable regulating means for explosion and internal-combustion engines, US 1129616 A."[7] Publikationsnummer US1129616 A. Typ av kungörelse: Beviljande. Publiceringsdatum: 23 februari 1915. Registreringsdatum: 11 augusti 1913. Prioritetsdatum: 11 augusti 1913.

## Tekniska museet
Arkivet i Tekniska museet omfattar Jonas Weylands handlingar från åren 1866-1934 och utgörs av korrespondens, anteckningar, kartor och ritningar, fotografier, trycksaker samt pressklipp.